# Аксуська міська адміністрація
Аксу́ська міська адміністрація (каз. Ақсу қаласы әкімдігі, рос. Аксуская городская администрация) — адміністративна одиниця у складі Павлодарської області Казахстану. Адміністративний центр — місто Аксу.
Населення — 72363 особи (2021; 67665 у 2009, 73165 у 1999, 85958 у 1989).

## Історія
Кагановицький район з центром у селищі Єрмак був утворений 14 лютого 1938 року з частини території Павлодарського та Бескарагайського районів Павлодарської області. За даними 1951 року район включав 10 сільрад: Грязновську, Єрмаковську, Кзил-Жарську, Кургульську, Ленінську, Марковську, Потанінську, Синтаську, Чиганську і Чкаловську. 16 серпня 1957 року район було перейменовано на Єрмаківський район. 1961 року селище Єрмак отримало статус міста обласного підпорядкування та виведене зі складу району.
21 лютого 1992 року Єрмаківський район було перейменовано на Аксуський район. 7 травня 1997 року район був ліквідований, а 16 травня того ж року його територія увійшла до складу Аксуської міської адміністрації. 2005 року частина міста Аксу площею 14,9 км² увійшла до складу адміністрації. 2007 року частина території адміністрації площею 246,73 км² була передана до складу Павлодарської міської адміністрації. 2019 року були ліквідовані Аксуська селищна адміністрація, селище Аксу було приєднано до міста Аксу.

## Склад
До складу адміністрації входять місто Аксу та 6 сільських округів:
| Поселення                             | Площа, км² | Населення, осіб (1989) | Населення, осіб (1999) | Населення, осіб (2009) | Населення, осіб (2021) | Центр                 | Населені пункти |
| ------------------------------------- | ---------- | ---------------------- | ---------------------- | ---------------------- | ---------------------- | --------------------- | --------------- |
| Аксу, місто                           | -          | 47067                  | 42264                  | 41677                  | 51866                  | Аксу                  | 1               |
| --Аксу, селище                        | -          | 5777                   | 4499                   | 3533                   | -                      | -                     | -               |
| Канаша Камзіна сільський округ        | -          | 6284                   | 4618                   | 4182                   | 3782                   | Алгабас               | 8               |
| Достицький сільський округ            | -          | 4404                   | 4469                   | 3757                   | 3481                   | Достик                | 7               |
| Євгеньєвський сільський округ         | -          | 3472                   | 3552                   | 3678                   | 3991                   | Євгеньєвка            | 3               |
| імені Мамаїта Омарова сільський округ | -          | 5218                   | 4076                   | 3724                   | 3164                   | імені Мамаїта Омарова | 6               |
| Калкаманський сільський округ         | -          | 8440                   | 5281                   | 3881                   | 3434                   | Калкаман              | 2               |
| Кизилжарський сільський округ         | -          | 5296                   | 4406                   | 3233                   | 2645                   | Кизилжар              | 5               |

## Найбільші населені пункти
Населені пункти з чисельністю населення понад 1000 осіб:
| №  | Населений пункт       | Населення, осіб (1989) | Населення, осіб (1999) | Населення, осіб (2009) | Населення, осіб (2021) |
| -- | --------------------- | ---------------------- | ---------------------- | ---------------------- | ---------------------- |
| 1  | Аксу                  | 47067                  | 42264                  | 41677                  | 51866                  |
| 2  | Калкаман              | 7100                   | 4286                   | 3145                   | 2848                   |
| 3  | Євгеньєвка            | 2018                   | 1838                   | 1950                   | 2085                   |
| 4  | Кизилжар              | 1111                   | 2237                   | 2030                   | 1808                   |
| 5  | Уштерек               | 1454                   | 1262                   | 1519                   | 1680                   |
| 6  | Береке                | 1758                   | 1750                   | 1590                   | 1499                   |
| 7  | Канаш Камзін          | 1579                   | 1819                   | 1647                   | 1462                   |
| 8  | Єнбек                 | 1450                   | 1326                   | 1217                   | 1296                   |
| 9  | Алгабас               | 1236                   | 1040                   | 1079                   | 1061                   |
| 10 | імені Мамаїта Омарова | 1095                   | 1153                   | 1192                   | 1004                   |